# Örményország uralkodóinak listája
Örményország, ókori nevén Armenia azután jött létre, miután III. Antiokhosz szeleukida uralkodó döntő vereséget szenvedett a rómaiaktól i. e. 189-ben. Legnagyobb kiterjedését Nagy Tigranész uralkodása idején érte el. I. e. 69-től többnyire Rómától függött, i. e. 20-ban véglegesen római kliensállam lett. Fontos ütközőállam volt a Római Birodalom és a Párthus Birodalom, majd a Szászánida Birodalom között, hol az egyik, hol a másik függésében. I. sz. 114–117 között rövid ideig római provincia, 428-ban pedig a Szászánida Birodalom része lett. A 7. század közepén az arabok foglalták el, csak a 9. század elejétől lett újra független állam. 885-től ismét önálló királyság. 1045-ben a bizánciak foglalták el, majd a manzikerti csata (1071) után a Szeldzsuk Birodalomhoz csatolták. Ettől kezdve jórészt szeldzsuktörök uralom alatt állt.

## Legendás uralkodók (Kr. e. 570–Kr. e. 5. század)
| Dinasztia | Uralkodó            | Uralkodott                    | Örmény név | Megjegyzés |
| --------- | ------------------- | ----------------------------- | ---------- | ---------- |
| Orontida  | (I.) Orontész       | Kr. e. 570 – Kr. e. 560       | Երվանդ Ա   |            |
| Orontida  | (I.) Nagy Tigranész | Kr. e. 560 – Kr. e. 535       | Տիգրան Ա   |            |
| Orontida  | Vahagn              | Kr. e. 530 – Kr. e. 515       | Վահագն     |            |
| Orontida  | I. Hidarnész        | késő Kr. e. 6. század         | Հիդարնես Ա |            |
| Orontida  | II. Hidarnész       | korai Kr. e. 5. század        | Հիդարնես Բ |            |
| Orontida  | III. Hidarnész      | Kr. e. 5. század közepe       | Հիդարնես Գ |            |
| Orontida  | Ardasir             | Kr. e. 5. század második fele | Արտաշիր    |            |

## Satrapák(Kr. e. 401–Kr. e. 336)
| Dinasztia       | Uralkodó             | Uralkodott              | Örmény név | Megjegyzés                                        |
| --------------- | -------------------- | ----------------------- | ---------- | ------------------------------------------------- |
| Orontida        | I. Orontész          | Kr. e. 401 – Kr. e. 344 | Երուանդ Ա  | Király vagy satrapa?                              |
| Akhaimenida-ház | Dareiosz Kodomannosz | Kr. e. 344 – Kr. e. 336 | Դարեհ      | Később III. Dárajavaus néven Perzsia nagykirálya. |

## Orontida-dinasztia (Kr. e. 336–Kr. e. 189)
| Dinasztia | Uralkodó        | Uralkodott              | Örmény név | Megjegyzés         |
| --------- | --------------- | ----------------------- | ---------- | ------------------ |
| Orontida  | II. Orontész    | Kr. e. 336 – Kr. e. 331 | Երուանդ Բ  | I. Orontész fia.   |
| Orontida  | Mithranész      | Kr. e. 331 – Kr. e. 323 | Միհրան     | II. Orontész fia.  |
| ?         | Perdikkasz      | Kr. e. 323              |            |                    |
| ?         | Neoptolemosz    | Kr. e. 323 – Kr. e. 321 |            |                    |
| ?         | Eumenész        | Kr. e. 321              |            |                    |
| Orontida  | Mithranész (2x) | Kr. e. 321 – Kr. e. 317 | Միհրան     |                    |
| Orontida  | III. Orontész   | Kr. e. 317 – Kr. e. 260 | Երուանդ Գ  | Mithranész fia.    |
| Orontida  | Szamész         | Kr. e. 260 – Kr. e. 243 | Շամուշ     | III. Orontész fia. |
| Orontida  | Arszamész       | Kr. e. 243 – Kr. e. 226 | Արշամ      | Szamész fia.       |
| Orontida  | Xerxész         | Kr. e. 226 – Kr. e. 212 | Շավարշ     | Arszamész fia.     |
| Orontida  | Abdisszarész    | Kr. e. 212 – Kr. e. 189 |            | Xerxész fia.       |
| Orontida  | III. Orontész   | Kr. e. 212 – Kr. e. 200 | Երվանդ Դ   | Arszamész fia.     |

## A független ókori Örményország és Sophene uralkodói

### Artaxida-dinasztia(Kr. e. 189–Kr. e. 1)
Örményország, ókori nevén Armenia Magna azután jött létre, miután III. Antiokhosz szeleukida uralkodó döntő vereséget szenvedett a rómaiaktól Kr. e. 189-ben. Legnagyobb kiterjedését Nagy Tigranész uralkodása idején érte el. Kr. e. 69-től többnyire Rómától függött, Kr. e. 20-ban véglegesen római kliensállam lett.
| Dinasztia | Uralkodó              | Uralkodott              | Örmény név      | Megjegyzés                                  |
| --------- | --------------------- | ----------------------- | --------------- | ------------------------------------------- |
| Artaxida  | I. Artaxiász          | Kr. e. 189 – Kr. e. 153 | Արտաշես Ա       |                                             |
| Artaxida  | I. Artavazdész        | Kr. e. 153 – Kr. e. 144 | Արտավազդ Առաջին | I. Artaxiász fia.                           |
| Artaxida  | II. Artavazdész       | Kr. e. 144 – Kr. e. 115 | Արտաշես         |                                             |
| Artaxida  | I. Tigranész          | Kr. e. 115 – Kr. e. 96  | Տիգրան Առաջին   |                                             |
| Artaxida  | II. Nagy Tigranész    | Kr. e. 96 – Kr. e. 55   | Տիգրան Մեծ      | I. Tigranész fia.                           |
| Artaxida  | III. Artavazdész      | Kr. e. 55 – Kr. e. 34   | Արտավազդ Բ      | II. Tigranész fia.                          |
| Julius    | Alexandrosz Héliosz   | Kr. e. 34 – Kr. e. 30   | -               | Marcus Antonius és VII. Kleopátra fia volt. |
| Artaxida  | II. Artaxiász         | Kr. e. 30 – Kr. e. 20   | Արտաշես Երկրորդ | III. Artavaszdész fiai.                     |
| Artaxida  | III. Tigranész        | Kr. e. 20 – Kr. e. 6    | Տիգրան Գ        | III. Artavaszdész fiai.                     |
| Artaxida  | IV. Artavazdész       | Kr. e. 6 – Kr. e. 2     | Արտավազդ Գ      | III. Artavaszdész fia.                      |
| Artaxida  | IV. Tigranész (Erato) | Kr. e. 2 – Kr. e. 1     | Տիգրան Դ        | III. Tigranész fia.                         |

### Szóphénékirályai (Kr. e. 220–Kr. e. 90)
| Uralkodó                                         | Uralkodott                   | Megjegyzés        |
| ------------------------------------------------ | ---------------------------- | ----------------- |
| Xerxész                                          | Kr. e. 220 – Kr. e. 211      |                   |
| Zariadrész                                       | Kr. e. 211 – Kr. e. 180 után | Zareh, Zariachis  |
| Mithrobuzanes                                    | Kr. e. 170 körül             |                   |
| Ismeretlen uralkodók                             | Kr. e. 2. század             |                   |
| Artanész                                         | ? – Kr. e. 90                |                   |
| Tigranész                                        | i. e. 66 – Kr. e. 63         | II. Tigranész fia |
| Örményország része (Kr. e. 90 – Kr. u. 66)       |                              |                   |
| Cappadocia provinciához csatolva (Kr. u. 63-tól) |                              |                   |

## A szomszédos birodalmaktól való függőség kora
Ezután hosszú időre megszűnt a független örmény államiság. Az országot 395-ig Róma és a Pártus Birodalom, aztán Bizánc uralta a kijelölt helyi királyok vagy kormányzók segítségével. A perzsák megerősödésével hosszú háborúk indultak Bizánc és Perzsia között a kaukázusi országért.

### Vegyesházbeli királyok (Kr. e. 1–Kr. u. 54)
| Dinasztia           | Uralkodó                          | Uralkodott | Örmény név     | Megjegyzés                                                      |
| ------------------- | --------------------------------- | ---------- | -------------- | --------------------------------------------------------------- |
| ?                   | II. Ariobarzanész (*Kr. 40 k.)    | -1–4       | -              | I. Artavazdész média-atropénéi király fia. Római protektorátus. |
| ?                   | V. Artavazdész (2x)               | 4–6        | -              | II. Ariobarzanész fia.                                          |
| Heródiánus          | V. Tigranész Heródes              | 6–12       | Տիգրան Ե       | I. Heródes zsidó király és Kappadókia Arkhaleosz unokája.       |
| Arszakidák          | I. Vononész                       | 12–16      | -              | Párthus király. Római protektorátus.                            |
| Interregnum (16–18) |                                   |            |                |                                                                 |
| Pontoszi            | III. Artaxiász Zénón (*Kr. e. 13) | 18–34      | Արտաշես Երրորդ | Kappadókia Arkhaleosz mostohafia. Római protektorátus.          |
| Arszakidák          | I. Arszakész                      | 34–35      | Արշակ Ա        | III. Artabanosz párthus király fia. Pártus protektorátus.       |
| Arszakidák          | Orodész                           | 35         | -              | III. Artabanosz párthus király fia.                             |
| Nimrodid            | Mithridatész                      | 35–37      | -              | I. Pharaszmanész grúz király fivére. Római protektorátus.       |
|                     | Orodész (nem volt király)         | 37–42      | -              | Pártus protektorátus.                                           |
| Nimrodid            | Mithridatész (2x)                 | 42–51      | -              | Pártus protektorátus.                                           |
| Nimrodid            | Rhadamisztész                     | 51–53      | Հրադամիզդ      | I. Pharaszmanész grúz király fia. Római protektorátus.          |
| Arszakidák          | I. Tiridatész                     | 53         | Տրդատ Ա        | II. Vonoszész pártus király fia. Római protektorátus.           |
| Nimrodid            | Rhadamisztész (2x)                | 53–54      | Հրադամիզդ      | Római protektorátus.                                            |

### Arszakida-dinasztia(54–428)
| Dinasztia                                                                        | Uralkodó                      | Uralkodott       | Örmény név  | Megjegyzés                                                                                         |
| -------------------------------------------------------------------------------- | ----------------------------- | ---------------- | ----------- | -------------------------------------------------------------------------------------------------- |
| Arszakidák                                                                       | I. Tiridatész (2x)            | 54–59            | Տրդատ Ա     | Másodszor.                                                                                         |
| Római megszállás (58–59)                                                         |                               |                  |             | |
| Heródiánus                                                                       | VI. Tigranész                 | 59–62            | Տիգրան Զ    | I. Heródes zsidó király dédunokája. Római protektorátus.                                           |
| Arszakidák                                                                       | I. Tiridatész (3x)            | 62–72            | ld. fent    | Pártus protektorátus 62–63; Római protektorátus 63–72.                                             |
| Arszakidák                                                                       | I. Szanatrukész               | 72–105           | Սանա տ րուկ | II. Pakórosz párthus király fia.                                                                   |
| Arszakidák                                                                       | Axidarész                     | 105–113          | -           | I. Szanatrukész fivére. Római protektorátus.                                                       |
| Arszakidák                                                                       | Parthamaszirisz               | 113–114          | Պարթամասիր  | I. Szanatrukész fivére. Pártus protektorátus.                                                      |
| Római provincia (114–118)                                                        |                               |                  |             | |
| Arszakidák                                                                       | I. Vologaészész               | 116–138          | Վաղարշ Ա    | I. Szanatrukész fia. Római protektorátus.                                                          |
| ?                                                                                | Aureliosz Pakorosz            | 138–144          | -           | |
| Szíriai                                                                          | Szoaimosz                     | 144–161          | Սոհեմոս     | |
| ?                                                                                | Pakorosz (2x)                 | 161–163          | -           | |
| Szíriai                                                                          | Szoaimosz (2x)                | 163–185          | -           | |
| Szíriai                                                                          | II. Szanatrukész              | 185–197          | -           | Szoaimosz fia. Római protektorátus.                                                                |
| Arszakidák                                                                       | II. Vologaészész              | 180–191          | Վաղարշ Բ    | V. Vologaészész pártus király.                                                                     |
| Arszakidák                                                                       | I. Khoszroész                 | 191–216          | Խոսրով Ա    | II. Vologaészész fia.                                                                              |
| Arszakidák                                                                       | II. Tiridatész                | 216–252          | Տրդատ Բ     | I. Khoszroész fia.                                                                                 |
| Perzsa megszállás (238–252)                                                      |                               |                  |             | |
| Szászánidák                                                                      | VI. Artavaszdész              | 252–271          | Արտավազդ Ե  | I. Hurmuz szászánida király.                                                                       |
| Szászánidák                                                                      | Narszész                      | 271–293          | -           | I. Narsak szászánida király.                                                                       |
| Arszakidák                                                                       | II. Khoszroész                | 279–287          | Խոսրով Ա    | II. Tiridatész fia.                                                                                |
| Arszakidák                                                                       | III. Tiridatész               | 293–298          | Տրդատ Գ     | II. Khoszroész fivére.                                                                             |
| Arszakidák                                                                       | IV. Nagy Tiridatész (*250 k.) | 298–324          | Տրդատ Դ     | II. Khoszroész fia. Római protektorátus. 301-től (a világon elsőként) államvallás a kereszténység. |
| Arszakidák                                                                       | III. Kis Khoszroész           | 324–339          | Խոսրով Բ    | IV. Tiridatész fia.                                                                                |
| Arszakidák                                                                       | VII. Tigranész                | 339–350, †360 k. | Տիրան       | III. Khoszroész fia.                                                                               |
| Arszakidák                                                                       | II. Arszakész                 | 350–368          | Արշակ Բ     | VII. Tigranész fia.                                                                                |
| Perzsa megszállás (368–370)                                                      |                               |                  |             | |
| ?                                                                                | Külax kormányzó               | 368–369          | -           | |
| ?                                                                                | Artaban (Karen) kormányzó     | 368–369          | -           | |
| ?                                                                                | Vahan Mamikonian kormányzó    | 369–370          | -           | |
| ?                                                                                | Merujan Ardzruni kormányzó    | 369–370          | -           | |
| Arszakidák                                                                       | Pap (*353)                    | 370–374          | Պապ         | II. Arszakész fia.                                                                                 |
| Arszakidák                                                                       | Varazdat                      | 374–378          | Վարազդատ    | VII. Tigranész unokája.                                                                            |
| ?                                                                                | Zarmandukht királynő          | 378–379          | -           | Pap özvegye.                                                                                       |
| ?                                                                                | Manuel Mamikonjan             | 378–379          | -           | Ideiglenes kormány.                                                                                |
| Perzsa megszállás (379)                                                          |                               |                  |             | |
| Perzsa bábkormány Zarmadukht királynő és Manuel Mamikonjan vezetésével (379–384) |                               |                  |             | |
| Arszakidák                                                                       | III. Arszakész                | 384–389          | Արշակ Գ     | Pap és Zarmandukht királynő fia. Elvette Vardandukhtot, Enmmanuel Mamikonian lányát.               |
| ?                                                                                | Valarcsak (társuralkodó)      | 384–386          | -           | Pap és Zarmandukht fia. Elvette Szahak Bagratuni egyik lányát.                                     |
| Arszakidák                                                                       | IV. Khoszroész                | 387–392          | Խոսրով Դ    | Varazdat fia.                                                                                      |
| ?                                                                                | Zik                           | 387–390          | -           | |
| Arszakidák                                                                       | Vram Sepuh                    | 392–414          | Վռամշապուհ  | IV. Khoszroész fivére.                                                                             |
| Arszakidák                                                                       | IV. Khoszroész (2x)           | 414–415          | ld. fent    | Másodszor a trónon.                                                                                |
| Szászánidák                                                                      | Sápúr                         | 415–421          | -           | I. Jazdagird szászánida király fia.                                                                |
| ?                                                                                | Narszész Dzsidzsrakacsi       | 421              | -           | Ideiglenes kormány.                                                                                |
| Helyi független kormány (421–423)                                                |                               |                  |             | |
| Arszakidák                                                                       | IV. Artaxiász (*406)          | 423–428          | Արտաշես Դ   | Vram Shepuh fia. Az utolsó ókori örmény király.                                                    |

### Marzpanate korszak (428–646)
Örményország 428-ban a Szászánida Birodalom része lett helytartókkal.
| Uralkodó                                | Uralkodott | Megjegyzés                                     |
| --------------------------------------- | ---------- | ---------------------------------------------- |
| Veh Mihr Shahpur                        | 428–442    |                                                |
| Vasak, Siunik királya                   | 442–451    |                                                |
| Adhur Hordmidz (Adrormizd)              | 451–465    |                                                |
| Adhur Guschnasp (Ardervechnasp)         | 465–481    |                                                |
| Sahak Bagratuni                         | 481–482    |                                                |
| General Mihran katonai kormányzata      | 482        |                                                |
| Vahan Mamikonian (ideiglenesen)         | 482–483    |                                                |
| Zarmihr Karen (katonai kormány)         | 483        |                                                |
| rayy-i Shahpur                          | 483 – 484  |                                                |
| Vahan Mamikonian                        | 484–505    | Másodszor a trónon. ideiglenes kormány 484-485 |
| ismeretlen                              | 505–509    | Vard Mamikonian bátyja                         |
| Gushnasp Vahram                         | 509–518    |                                                |
| I. Mjej Gnuni                           | 518–548    |                                                |
| Tan Shapur                              | 548–552    |                                                |
| Guchnasp Vahram                         | 552–554    | Másodszor a trónon                             |
| Tan Shapur                              | 554–558    | Másodszor a trónon                             |
| Varazdat                                | 558–564    |                                                |
| Sunen                                   | 564–572    |                                                |
| Vardan Mamikonian (ideiglenes kormány)  | 572        |                                                |
| Mihran Mihrevandak (katonai kormányzat) | 572        |                                                |
| Vardan Mamikonian                       | 572–573    |                                                |
| Golon Mihran (katonai kormányzat)       | 573        |                                                |
| Vardan Mamikonian                       | 573–577    |                                                |
| Tham Khusru                             | 577–580    |                                                |
| Varaz Vzur                              | 580–581    |                                                |
| Aspahbad Pahlav                         | 581–588    |                                                |
| Frahat                                  | 588–589    |                                                |
| Hratzin                                 | 589–590    |                                                |
| Bizánci megszállás (590)                |            |                                                |
| Mushegh Mamikonian kormányzó            | 590–591    |                                                |
| Hamarakar kormányzó                     | 591        |                                                |
| Ismeretlen kormányzó                    | 591–603    |                                                |
| Smbat Bagratuni                         | 603–611    |                                                |
| Shahrayanpet                            | 611–613    | Csak keleten uralkodott                        |
| Shahen Vahmanzadhaghan                  | 611–613    | Csak nyugaton uralkodott                       |
| Parsayenpet                             | 613–616    |                                                |
| Namdar Guchnasp                         | 616–619    |                                                |
| Sharaplakan (Sarablagas)                | 619–624    |                                                |
| Rozbihan                                | 624–627    |                                                |
| Bizánci provincia (627–628)             |            |                                                |
| Varaztirots Bagratuni                   | 628–634    |                                                |
| ismeretlen                              | 634 – ???  |                                                |
| II. Mjej Gnuni                          | 627–635    |                                                |
| Davit Saharuni                          | 635–638    |                                                |
| számos "nakharar"                       | 638–643    |                                                |
| Theodoros Rechtuni                      | 643–645    |                                                |
| Varaztiroc Bagratuni                    | 645–646    |                                                |

### Örményország hercegei (646–806)
| Uralkodó                                | Uralkodott | Megjegyzés                                        |
| --------------------------------------- | ---------- | ------------------------------------------------- |
| Thedoros Rechtuni                       | 646–653    |                                                   |
| I. Szempad Bagratuni                    | 646–653    |                                                   |
| Theodoros Rechtuni                      | 653–654    | Másodszor a trónon                                |
| Mushegh Mamikonian                      | 654        |                                                   |
| Maurianos                               | 654        |                                                   |
| Theodoros Rechtuni                      | 654–655    | Harmadszor a trónon                               |
| Maurianos                               | 655        | Másodszor a trónon                                |
| Theodoros Rechtouni                     | 655        | Negyedszer a trónon                               |
| Hamazasp Mamikonian                     | 655–661    |                                                   |
| Grigor Mamikonian                       | 661–685    |                                                   |
| Asot Bagratuni                          | 685–690    |                                                   |
| Nerszeh Kamsarakan                      | 690–693    |                                                   |
| II. Szempad Bagratuni                   | 693–695    | Varaztirots Bagratuni fia. Muszlim protektorátus. |
| Abd Allh Ibn Hatim al-Bahili            | 695–696    |                                                   |
| II. Szempad Bagratuni                   | 696–705    | Másodszor a trónon                                |
| Az Omajjád Kalifátus uralma alatt (705) |            |                                                   |
| III. Vak Asot Bagrauti                  | 732–745    |                                                   |
| Grigor Mamikonian                       | 745–746    |                                                   |
| III. Vak Asot Bagrauti                  | 746–750    | Másodszor a trónon                                |
| Grigor Mamakonian                       | 750–751    | Másodszor a trónon                                |
| Mushegh Mamikonian                      | 751 – ???  | Grigor bátyja                                     |
| Arab megszállás (751–754)               |            |                                                   |
| Sahak Bagratuni, Taron lordja           | 754–771    |                                                   |
| Szempad Bagratuni                       | 771–772    |                                                   |
| Interregnum (772–781)                   |            |                                                   |
| Tatjat Antzevari                        | 781–785    |                                                   |
| Interregnum (785–806)                   |            |                                                   |

## A középkori független örmény államok uralkodói

### Az első középkori királyság (862–1045)
Az ország csak a 9. század elejétől lett újra független állam. 884-től ismét királyság.
| Dinasztia   | Uralkodó                    | Uralkodott                         | Örmény név      | Megjegyzés       |
| ----------- | --------------------------- | ---------------------------------- | --------------- | ---------------- |
| Bagratuniak | I. Nagy Asot (*820 k.)      | hcg.: 862, kir.: 884, †890         | Աշոտ Մեծ        |                  |
| Bagratuniak | I. Mártir Szempad (*850 k.) | kir.: 890, †913                    | Սմբատ Ա.        | I. Asot fia.     |
| Bagratuniak | II. Vas Asot                | kir.: 914, †928                    | Աշոտ Բ Երկաթ    | I. Szempad fiai. |
| Bagratuniak | I. Abbasz                   | kir.: 928, †952                    | Աբաս Ա.         | I. Szempad fiai. |
| Bagratuniak | III. Irgalmas Asot          | kir.: 952, †977                    | Աշոտ Գ. Ողորմած | Abbász fia.      |
| Bagratuniak | II. Hódító Szempad          | kir.: 977, †989                    | Սմբատ Ա         | III. Asot fiai.  |
| Bagratuniak | I. Gagik                    | kir.: 989, †1020                   | Գագիկ Ա         | III. Asot fiai.  |
| Bagratuniak | III. Szempad                | kir.: 1020, †1041                  | Հովհաննես–Սմբատ | I. Gagik fiai.   |
| Bagratuniak | IV. Vitéz Asot              | kir.: 1021, †1039                  | Աշոտ Դ          | I. Gagik fiai.   |
| Bagratuniak | II. Gagik (*1026)           | kir.: 1042–1045, †1076. március 2. | Գագիկ Բ         | IV. Asot fia.    |

### A kettészakadt ország
1045-ben Örményországot a bizánciak foglalták el, majd a manzikerti csata (1071) után az ország területe a Szeldzsuk Birodalom része lett. Végül a helyiek fellázadtak és függetlenségi háborúba kezdtek. 1080-1198 között Nagy-Örményország egy részét "a Hegyek urai" ellenőrizték. Az örmények egy része ugyanakkor kivándorolt Kilikiába, és ott Kis-Örményország néven 1198–1375 között önálló államot alkottak.

#### A Hegyek Urai (1080–1199)
| Kép | Uralkodó                                      | Uralkodott | Örmény név       | Megjegyzés |
| --- | --------------------------------------------- | ---------- | ---------------- | --- |
|     | I. Rupen * 1025 körül † 1095                  | 1082–1095  | Ռուբեն Ա         | III. Asot dédunokája. |
|     | I. Konstantin * 1055 körül † 1102. január 24. | 1095–1102  | Կոստանդին Ա      | I. Rupen fia. |
|     | I. Torosz † 1129. február 17.                 | 1102–1129  | Թորոս Ա          | I. Konstantin fia. |
|     | II. Konstantin † 1129                         | 1129       | Կոստանդին Բ      | I. Torosz fia. |
|     | I. Leó † 1140. február 14.                    | 1129–1140  | Լեիոն Ա          | I. Konstantin fia. |
|     | II. Nagy Torosz † 1169. február 6.            | 1140–1169  | Թորոս Բ          | I. Leó fia. |
|     | II. Rupen * 1165 körül † 1170                 | 1169–1170  | Ռուբեն Բ         | II. Thorosz fia. |
|     | Mleh † 1175. május 15.                        | 1170–1175  | Մլեհ             | I. Leó fia. |
|     | III. Rupen * 1145 † 1187. május 6.            | 1175–1187  | Ռուբեն Գ         | I. Leó apai unokája. |
|     | II. Leó * 1150 † 1219. május 2.               | 1187–1199  | Լեւոն Ա Մեծագործ | III. Rupen öccse. I. Leó néven örmény királlyá koronázzák a Mainzi érsek jelenlétében 1199-ben, Sziszben (ma Kozan, Törökország). |

#### Kis-Örményország Kilikiában

##### A második középkori királyság uralkodói (1199–1464)
| Kép | Uralkodó                                                 | Uralkodott | Örmény név       | Megjegyzés |
| --- | -------------------------------------------------------- | ---------- | ---------------- | --- |
|     | I. Leó * 1150 † 1219. május 2.                           | 1199–1219  | Լեւոն Ա Մեծագործ | II. Leó néven a Hegyek ura. |
|     | I. Rupen Rajmund * 1199 † 1222                           | 1211–1218  | Ռուբեն–Ռայմոնդ   | Ifjabb király, koronázása: 1211. augusztus 15.. Antiochia fejedelme (1216–1219). III. Rupen unokája.                                                        |
|     | I. Izabella * 1212/3 † 1252. január 23.                  | 1219–1252  | Զապել            | I. Leó kisebbik leánya. |
|     | Antiochiai Fülöp * 1203 † 1225                           | 1222–1224  | Ֆիլիպ            | Poitiers-(Antiochiai)-ház, I. Izabella első férje. |
|     | I. Hetum * 1213 † 1270. október 28.                      | 1226–1269  | Հեթում Ա         | A Szaven-Pahlavuni-dinasztia hetumida ága, I. Izabella második férje, lemondott.                                                                            |
|     | II. Leó * 1236 † 1289. február 6.                        | 1269–1289  | Լեւոն Բ          | I. Izabella és I. Hetum fia. |
|     | II. Hetum * 1266 † 1307. november 7.                     | 1289–1293  | Հեթում Բ         | II. Leó fia. |
|     | I. Torosz * 1271 októbere † 1298. július 23.             | 1293–1298  | Թորոս Երրորդ     | II. Leó fia. |
|     | II. Hetum (másodszor)                                    | 1295–1296  | Հեթում Բ         | Társkirályként. |
|     | IV. Szempad * 1277 † 1308 (?)                            | 1296–1298  | Սմբատ            | II. Leó fia. Trónkövetelő. |
|     | I. Konstantin * 1278 † 1310 k.                           | 1298–1299  | Կոստանդին Ա      | II. Leó fia. |
|     | II. Hetum (harmadszor)                                   | 1299–1303  | Հեթում Բ         | |
|     | III. Leó * 1287 † 1307. november 7.                      | 1303–1307  | Լեիոն Գ          | I. Torosz fia. |
|     | I. Osin * 1282 † 1320. július 20.                        | 1307–1320  | Օշին             | II. Leó fia. |
|     | Korikoszi Osin † 1329. január 26.                        | 1320–1329  | Օշին Կոռիկոսի    | Korikosz ura, I. Hetum unokaöccse, IV. Leó apósa, csak régens.                                                                                              |
|     | IV. Leó * 1309 † 1341. augusztus 28.                     | 1320–1341  | Լեիոն Դ          | I. Osin fia. |
|     | II. Konstantin * 1297 † 1344. november 17.               | 1342–1344  | Կոստանդին Բ      | A Lusignan-dinasztia örmény ága, II. Leó anyai unokája. |
|     | III. Konstantin * 1313. április 17. † 1362. december 21. | 1344–1362  | Կոստանդին Դ      | A Szaven-Pahlavuni-dinasztia neghiri ága, IV. Leó unokatestvére.                                                                                            |
|     | IV. Konstantin * 1324 † 1373 márciusa                    | 1362–1373  | Կոստանդին Ե      | A Szaven-Pahlavuni-dinasztia neghiri ága, III. Konstantin unokaöccse.                                                                                       |
|     | I. Péter * 1328. október 9. † 1369. január 17.           | 1368–1369  | Պետրոս Ա         | A Lusignan-dinasztia ciprusi ága, II. Konstantin unokatestvére, Ciprus, Jeruzsálem és Örményország királya. Örmény királlyá koronázása előtt meggyilkolták. |
|     | V. Leó * 1342 † 1393. november 29.                       | 1374–1393  | Լևոն Զ/Ե         | A Lusignan-dinasztia örmény ága, II. Konstantin unokaöccse, Párizsban halt meg.                                                                             |

### Trónkövetelők1393után
| Kép | Uralkodó                                       | Uralkodott | Örmény név | Megjegyzés |
| --- | ---------------------------------------------- | ---------- | ---------- | --- |
|     | Asot * 1340/1350 † 1387 után                   | 1375       | Աշոտ       | Trónkövetelő, Osin régens anyai unokája. |
|     | I. Jakab * 1334 † 1398. szeptember 9.          | 1396–1398  | Հակոբ Ա    | A Lusignan-dinasztia ciprusi ága, I. Izabella és I. Hethum hatodik leszármazottja, Örményország és Jeruzsálem címzetes királya, Ciprus királya. |
|     | I. Janus * 1375 † 1432. június 29.             | 1398–1432  | Յանուս Ա   | I. Jakab fia, Örményország és Jeruzsálem címzetes királya, Ciprus királya.                                                                      |
|     | II. János * 1418. május 16. † 1458. július 28. | 1432–1458  | Ջիվանի Բ   | I. Janus fia, Örményország és Jeruzsálem címzetes királya, Ciprus királya.                                                                      |
|     | I. Sarolta * 1442 decembere † 1487. július 16. | 1458–1464  | Շառլոթ Ա   | II. János leánya, Örményország és Jeruzsálem címzetes királya, Ciprus királya.                                                                  |

Örményország 1375-ben a főváros, Szisz (ma Kozan, Törökország) egyiptomi mameluk elfoglalásával megszűnt létezni. 1448-ig az egykori királyság egy tengerparti erőssége még ciprusi kézen maradt, és a ciprusi királyok mint a Lusignan-ház tagjai 1393-tól, az utolsó örmény király halálától viselték az Örményország királya címet, mely végül a öröklés útján a Savoyai-házra szállt.